# HMGCLL1
HMGCLL1 (англ. 3-hydroxymethyl-3-methylglutaryl-CoA lyase like 1) – білок, який кодується однойменним геном, розташованим у людей на 6-й хромосомі. Довжина поліпептидного ланцюга білка становить 370 амінокислот, а молекулярна маса — 39 514.
| 10         |  | 20         |  | 30         |  | 40         |  | 50         |
| ---------- |  | ---------- |  | ---------- |  | ---------- |  | ---------- |
| MGNVPSAVKH |  | CLSYQQLLRE |  | HLWIGDSVAG |  | ALDPAQTSLL |  | TNLHCFQPDV |
| SGFSVSLAGT |  | VACIHWETSQ |  | LSGLPEFVKI |  | VEVGPRDGLQ |  | NEKVIVPTDI |
| KIEFINRLSQ |  | TGLSVIEVTS |  | FVSSRWVPQM |  | ADHTEVMKGI |  | HQYPGVRYPV |
| LTPNLQGFHH |  | AVAAGATEIS |  | VFGAASESFS |  | KKNINCSIEE |  | SMGKFEEVVK |
| SARHMNIPAR |  | GYVSCALGCP |  | YEGSITPQKV |  | TEVSKRLYGM |  | GCYEISLGDT |
| IGVGTPGSMK |  | RMLESVMKEI |  | PPGALAVHCH |  | DTYGQALANI |  | LTALQMGINV |
| VDSAVSGLGG |  | CPYAKGASGN |  | VATEDLIYML |  | NGLGLNTGVN |  | LYKVMEAGDF |
| ICKAVNKTTN |  | SKVAQASFNA |  |            |  |            |  |            |

A: Аланін

C: Цистеїн

D: Аспарагінова кислота

E: Глутамінова кислота

F: Фенілаланін

G: Гліцин

H: Гістидин

I: Ізолейцин

K: Лізин

L: Лейцин

M: Метіонін

N: Аспарагін

P: Пролін

Q: Глутамін

R: Аргінін

S: Серин

T: Треонін

V: Валін

W: Триптофан

Кодований геном білок за функцією належить до ліаз. 
Задіяний у такому біологічному процесі, як альтернативний сплайсинг. 
Білок має сайт для зв'язування з іонами металів. 
Локалізований у цитоплазмі, мембрані, ендоплазматичному ретикулумі.